# Hyphydrus fluviatilis
Hyphydrus fluviatilis är en skalbaggsart som beskrevs av Pederzani 1988. Hyphydrus fluviatilis ingår i släktet Hyphydrus och familjen dykare. Inga underarter finns listade i Catalogue of Life.